# Битва при Естеро-Беяко
Битва при Естеро-Беяко (або Естеро-Беллако) (Batalla/batalha de Estero Bellaco) — битва, що відбулась в результаті атаки парагвайської армії на авангард військ союзників (Бразилії, Аргентини і Уругвая) під після їх вторгнення на парагвайську територію протягом Війни Потрійного Альянсу. В результаті союзники перемогли, але обидві сторони понесли значні втрати.

## Передумови
Після вторгнення на парагвайську територію, союзники протягом двох тижнів не приймали активних дій. Парагвайські сили відступили, чекаючи моменту для контратаки. Сили Альянсу повільно просувалися на північ до Естеро-Беяко, болотистої місцевості Гран-Чако.
У командувачів аргентинських і бразильських сил існували розбіжності щодо керування операцією та подальших планів. Багато офіцерів імперської армії були незадоволені, що командування залишалося у аргентинців, хоча бразильці складали біля двох третин союзної армії. Крім того, бразильські офіцери були краще навченими, ніж їх аргентинські колеги. Їх обурювала тактика Мітре, вони відчували, що союзницька армія мала бути активнішою, замість повільного просування протягом двох тижнів. Обережність Мітре, з іншого боку, викликалася незнанням розміру сил супротивника та невідомою місцевістю.

## Хід битви
2 травня 1866 3,5-тисячна парагвайська армія під командуванням полковника Хосе Едувігіса Діаса напала на авангард союзників під командуванням Венансіо Флореса, лідера партії Колорадо і президента Уругваю. Флорес командував трьома уругвайськими батальйонами, що просувалися попереду союзницьких сил. Напад був повною несподіванкою для нього і його солдатів. Крім того, нападаючі переважали їх кількістю. Солдати Флореса боролися з великою хоробрістю проти солдатів Діаса, але не змогли уникнути втрати батареї з чотирьох гармат. Скоро Флоресу довелося відступити. Цей маневр був дуже небезпечним через заболочену місцевість, яка лежала між його позицією й основними силами Альянсу. Діас почав переслідувати уругвайських солдат, ймовірно намагаючись захопити більше полонених. Проте шум битви почули в союзницькій армії, і за одну мить ситуація змінилася. Тепер Діасу прийшлося захищатися від переважаючих сил союзників. З великими втратами його солдатам вдалося відступити до головного табору парагвайців.

## Результати
Загалом союзники втратили 1600 чоловік. 38-й піхотний батальйон бразильської армії, що прийшов на допомогу Флоресу, втратив 94 загиблими і 188 пораненими. 1-й полк аргентинської кавалерії втратив до 100 чоловік. Батальйон Флорида уругвайської армії втратив більше половини солдатів та 19 з 27 офіцерів. Парагвайські втрати склали між 2000 і 2300, але парагвайці захопили батарею артилерії.
Ця битва стала підготовкою перед новим боєм. Солано Лопес у цей час планував завдати поразки всій армій союзників за допомогою швидкого удара при Туюті, де, як він вважав, його армія зможе досягти великої перемоги.